# Rhein-Neckar-Arena
Rhein-Neckar Arena je višekorisnički stadion blizu mjesta Sinsheima u Njemačkoj. Koristi se uglavnom za nogometne utakmice i domaći stadion nogometnog kluba TSG 1899 Hoffenheim. Izgrađeni stadion zamijenio je dosadašnji stadion Dietmar Hopp Stadion.
Prva natjecateljska utakmica odigrana je 31. siječnja 2009. godine protiv FC Energie Cottbus i završila je pobjedom 2:0 za Hoffenheim.

## Međunarodne nogometne utakmice
| Datum          | Vrsta utakmice                    | Momčad   | Rez. | Momčad | Posjećenost |
| -------------- | --------------------------------- | -------- | ---- | ------ | ----------- |
| 9. rujna 2018. | međunarodna prijateljska utakmica | Njemačka | 2:1  | Peru   | 25.494      |